# Cupidesthes lithas
Cupidesthes lithas är en fjärilsart som beskrevs av Druce 1890. Cupidesthes lithas ingår i släktet Cupidesthes och familjen juvelvingar. Inga underarter finns listade i Catalogue of Life.

## Bildgalleri

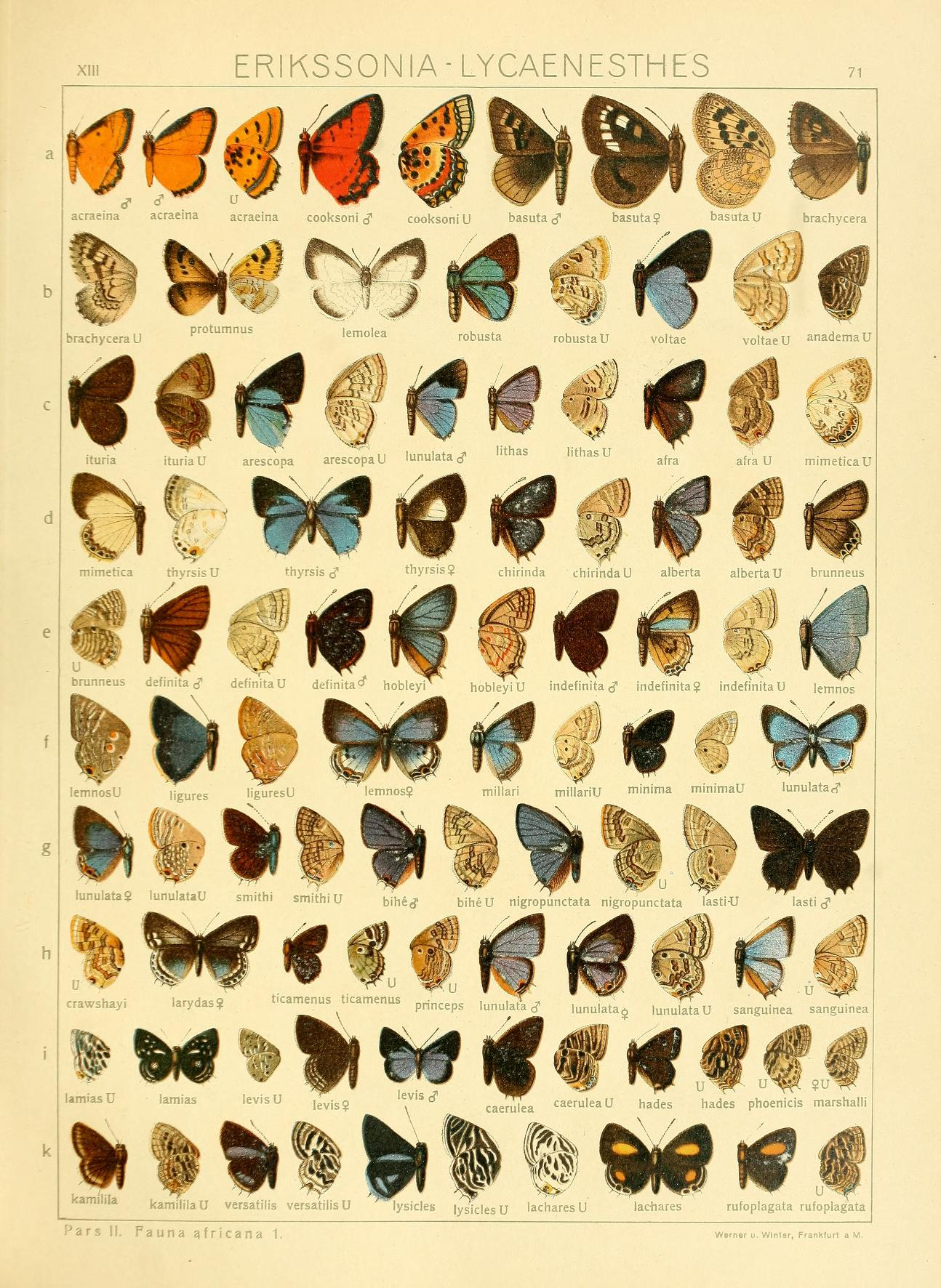